# غلام مرتضى سيد
غلام مرتضى سيد (17 يناير 1904 - 25 أبريل 1995)، كان سياسيًا سنديًا بارزًا، اقتراح أسس أيديولوجية للهوية السندية المنفصلة وإرساء أسس حركة «سندو ديش». يعتبر أحد الآباء المؤسسين للقومية السندية الحديثة.
بدأ حياته السياسية في سن 16، عندما نظم مؤتمر الخلافة في مسقط رأسه في 17 مارس 1920. كان أول من أصبح سجينًا سياسيًا بعد تأسيس باكستان عام 1948. وأمضى قرابة ثلاثين سنة من حياته في السجن والاعتقال المنزلي لمناداته بالقومية السندية. وقد وصفته منظمة العفو الدولية بأنه سجين رأي في عام 1995. توفي أثناء إقامته الجبرية في كراتشي في 26 أبريل 1995.